# 猶太百科全書 (1971年)
猶太百科全書（Encyclopaedia Judaica），是猶太人和猶太教的英語百科全書，共分26冊。內容涵蓋了猶太世界、文明、猶太人的歷史、文化、猶太教節日、希伯來文、摩西五经、哈拉卡等等。

## 歷史
猶太百科全書在1971年至1972年間出版，當時共有16冊。負責出版的是耶路撒冷的Keter Publishing House和紐約的麥克米倫。
1972年至1994年，十本年鑑被收錄為1973-1982年度大事表補充和1983-1992年度大事表補充。三冊已經多達1500萬字，逾2萬5千個條目。
它的總編輯就是塞西爾·羅斯（Cecil Roth）和Geoffrey Wigoder。全書集合了全球250名編輯和2200位貢獻人士花了三十年的研究成果。
俄語版本在1970年代出版，是猶太百科全書沒有刪減的翻譯版本。到了2005年，差不多成了獨立版本，包括了11冊，3冊補充，並且讓讀者網上瀏覽。（eleven.co.il （页面存档备份，存于）)